# Buchenwälder zwischen Wildburg und Heineberg
Das Naturschutzgebiet (NSG) Buchenwälder zwischen Wildburg und Heineberg ist ein Naturschutzgebiet im Kreis Höxter in Nordrhein-Westfalen. Das 373,3943 ha große NSG mit der Schlüssel-Nummer HX-052 wurde im Jahr 1993 ausgewiesen. Es liegt auf dem Gebiet der Stadt Beverungen nördlich der Kernstadt. Die B 83 verläuft unweit östlich, die Weser fließt unweit östlich. 